# 张旭 (1962年)
张旭（1962年12月—），中国泌尿外科学专家，中国人民解放军总医院主任医师，中国科学院院士。
出生于湖北省江陵县，1983年毕业于同济医科大学，1989、2002年分别获该校硕士、博士学位。2021年当选为中国科学院院士。主要从事泌尿外科腹腔镜及机器人领域研究，创立了后腹腔镜理论和技术体系。2022年晋升为专业技术少将军衔，同年被聘为中国医学科学院学术咨询委员会临床医学部学部委员。